# سيفاكا حريري
سيفاكا حريري (الاسم العلمي: Propithecus candidus) (بالإنجليزية: Silky Sifaka, Silky Simpona)‏ هي نوع من الحيوانات تتبع جنس السيفاكا من الفصيلة الإندرية.